# Sora (azienda)
Sora (有限会社ソラ?, Kabushiki-gaisha Sora) è una azienda giapponese di videogiochi. Fondata nel 2005 da Masahiro Sakurai, ha realizzato alcuni titoli della serie Super Smash Bros., oltre ai videogiochi Meteos e Kid Icarus: Uprising.
Lo staff di Gamasutra ha inserito la società tra le migliori software house del 2014 in seguito alla pubblicazione di Super Smash Bros. for Nintendo 3DS e Wii U. Nel 2018 è stato pubblicato Super Smash Bros. Ultimate per Nintendo Switch, sviluppato da Sora in collaborazione con Bandai Namco Studios.